# Casual dining

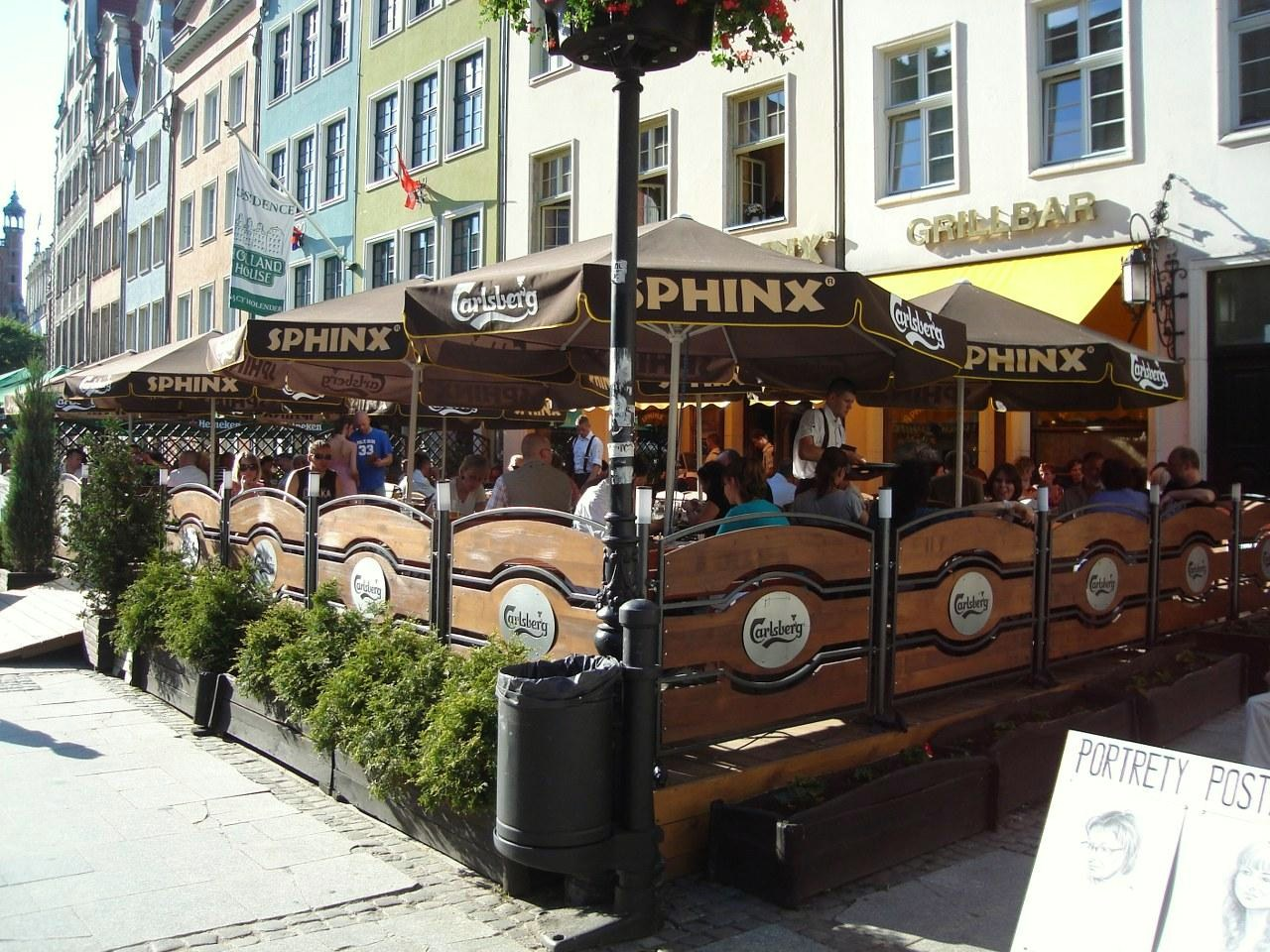
Restauracja casual dining (Sphinx) w Gdańsku

Casual dining – lokal gastronomiczny, który serwuje dania obiadowe w przystępnych cenach, w przyjaznej, rodzinnej atmosferze.
Ceny w restauracjach typu casual dining są wyższe niż w sieciach fast food, czy też fast casual. Dania zazwyczaj przyrządzane są z lepszej jakości składników, co także wpływa na ich cenę. W porównaniu do sieci fast food pojedyncze porcje są znacznie większe. Klienci restauracji typu casual dining są obsługiwani przez kelnerów.
W przeciwieństwie do barów szybko-obsługowych, restauracje casual dining zazwyczaj serwują dania obiadowe, posiadając w menu także wina i różne marki piw. Przykładem sieci tego typu w Wielkiej Brytanii jest Harvester i TGI Friday’s w Stanach Zjednoczonych. W Polsce jest to Pizza Hut, sieć restauracji Sphinx, Wook, Green Way oraz Sioux. Casual dining obejmuje segment rynku między szybko-obsługowymi barami (fast food), a drogimi, ekskluzywnymi restauracjami, w których oprócz wysokich cen obowiązuje nierzadko stosowny dress code. Restauracje casual dining często posiadają bar z oddzielnie zatrudnionymi pracownikami specjalizującymi się w serwowaniu drinków, z większym wyborem napojów alkoholowych. Są one często, lecz niekoniecznie, częściami większych sieci, zwłaszcza w Stanach Zjednoczonych. We Włoszech restauracje tego typu nazywane są trattoria i zwykle prowadzone są w formie niezależnych firm rodzinnych. Do tego rodzaju restauracji starają się dołączyć także sieci KFC i McDonald’s, wprowadzając w swoich placówkach zmiany w aranżacji.